# Тулаганов, Рустам Тулкин угли
Рустам Тулаганов Тулкин угли (узб. Rustam Tulaganov Tulqin o'g'li; род. 6 октября 1991, Ташкент, Узбекистан) — узбекский боксёр-профессионал, выступающий в полутяжёлой весовой категории. Бронзовый призёр Олимпийских игр (2016), серебряный призёр чемпионата Азии (2015), серебряный призёр Универсиады (2013) в любителях.

## Любительская карьера
В сентябре 2015 года завоевал серебро на чемпионате Азии в Бангкоке в весе до 91 кг, в финале проиграв казахстанцу Василию Левиту.
В октябре 2015 года участвовал в чемпионате мира в Дохе, и в 1/16 финала соревнований победил единогласным решением судей (счет 3:0) новозеландца Дэвида Ньика, но в четвертьфинале единогласным решением судей (счет 0:3) проиграл кубинцу Эрисланди Савону.
В августе 2016 года завоевал бронзу на Олимпийских играх в Рио-де-Жанейро в весе до 91 кг.

## Профессиональная карьера
Профессиональную боксёрскую карьеру Рустам начал 27 октября 2017 года победив единогласным решением судей (счёт: 40-36, 40-36, 40-36) американского боксёра Роберта Гуэрра (2-5).

## Статистика профессиональных боёв
В таблице перечислены результаты всех поединков боксёров.
В каждой строке указан результат поединка. Дополнительно номер поединка обозначен цветом, который обозначает итог поединка. Расшифровка обозначений и цветов представлена в нижеследующей таблице.
| Пример | Расшифровка                     |
| ------ | ------------------------------- |
|        | Победа                          |
|        | Ничья                           |
|        | Поражение                       |
|        | Планируемый поединок            |
|        | Поединок признан несостоявшимся |
| КО     | Нокаут                          |
| ТКО    | Технический нокаут              |
| PTS    | Решение судей (по очкам)        |
| UD     | Единогласное решение судей      |
| MD     | Решение большинства судей       |
| SD     | Раздельное решение судей        |
| RTD    | Отказ от продолжения боя        |
| DQ     | Дисквалификация                 |
| NC     | Поединок признан несостоявшимся |

| 4 поединка, 4 победы (1 нокаутом). | 4 поединка, 4 победы (1 нокаутом). | 4 поединка, 4 победы (1 нокаутом). | 4 поединка, 4 победы (1 нокаутом). | 4 поединка, 4 победы (1 нокаутом).              | 4 поединка, 4 победы (1 нокаутом). | 4 поединка, 4 победы (1 нокаутом). | 4 поединка, 4 победы (1 нокаутом). |
| Бой                                | Рекорд                             | Дата боя                           | Соперник                           | Место проведения боя                            | Раундов, время                     | Дополнительно                      |                                    |
| ---------------------------------- | ---------------------------------- | ---------------------------------- | ---------------------------------- | ----------------------------------------------- | ---------------------------------- | ---------------------------------- | ---------------------------------- |
| 4                                  | 4-0                                | 29 января 2021                     | Дейбис Беррокал (17-7)             | УСК «Крылья Советов», Москва, Россия            | UD 8 (8)                           | Счёт судей: 80-72 (трижды).        |                                    |
| 3                                  | 3-0                                | 1 февраля 2020                     | Норберт Домбровский (23-8-2)       | ДС «Янтарный», Калининград, Россия              | UD 8 (8)                           | Счёт: 80-73 и 80-72 (дважды).      |                                    |
| 2                                  | 2-0                                | 21 декабря 2019                    | Константин Питернов (21-23)        | ДС им. Ивана Ярыгина, Красноярск, Россия        | TKO 4 (8), 1:55                    |                                    |                                    |
| 1                                  | 1-0                                | 27 октября 2017                    | Роберт Гуэрра (2-5)                | The Belvedere, Элк Гроув Виллидж, Иллинойс, США | UD 4 (4)                           | Счёт: 40-36 (трижды).              |                                    |